# Рамза
Рамза — село в Кирсановском районе Тамбовской области России. Входит в состав Марьинского сельсовета.

## География
Село находится в восточной части Тамбовской области, в лесостепной зоне, в пределах Окско-Донской равнины, на северо-восточном берегу озера Рамза, на левом берегу реки Ворона, на расстоянии примерно 18 км (по прямой) к юго-юго-западу (SSW) от города Кирсанов, административного центра района. Абсолютная высота — 125 м над уровнем моря.
Часовой пояс
Село Рамза, как и вся Тамбовская область, находится в часовой зоне МСК (московское время). Смещение применяемого времени относительно UTC составляет +3:00.

## История
По данным 1926 года имелось 518 хозяйств и проживало 2720 человек (1218 мужчин и 1502 женщины). В административном отношении деревня входила в состав Карай-Салтыковской волости Кирсановского уезда Тамбовской губернии.

## Население
| 2010 |
| ---- |
| 322  |

Половой состав
По данным Всероссийской переписи населения 2010 года, в гендерной структуре населения мужчины составляли 46 %, женщины — соответственно 54 %.
Национальный состав
Согласно результатам переписи 2002 года, в национальной структуре населения русские составляли 96 % из 360 чел.